# Coupe d'Islande de football 1974
La coupe d'Islande 1974 de football est la 15e édition de la Coupe nationale de football.
Elle s'est disputée du 3 juillet 1974 au 11 septembre 1974, avec la finale jouée au Laugardalsvöllur à Reykjavik.
La Coupe revêt une haute importance puisque le vainqueur est qualifié pour la Coupe des Coupes (Si un club gagne à la fois le championnat et la Coupe, c'est le finaliste de la Coupe qui prend sa place en Coupe des Coupes).
Les clubs de 1. Deild ne rentrent qu'en huitièmes de finale, alors que les clubs des divisions inférieures entrent au fur et à mesure des 3 tours préliminaires. Les équipes se rencontrent sur un  match simple. En cas de match nul, le match est rejoué sur le terrain de l'autre équipe.
C'est le Valur Reykjavik qui remporte la 2e Coupe d'Islande de son histoire en battant en finale l'ÍA Akranes. Le club s'offre une qualification en Coupe d'Europe. 

## Premier tour
| Équipe 1            | Résultat | Équipe 2                |
| ------------------- | -------- | ----------------------- |
| Austri Eskifjörður  | 0 - 3    | Leiknir Fáskrúðsfjörður |
| þrottur Norðfjörður | 2 - 1    | Valur Reyðarfjörður     |

## Deuxième tour
| Équipe 1                | Résultat | Équipe 2             |
| ----------------------- | -------- | -------------------- |
| IR Reykjavik            | 3 - 1    | Stjarnan Gardabaer   |
| Grótta Seltjarnarnes    | 3 - 4    | UMF Selfoss          |
| Höttur Egilsstaðir      | 3 - 5    | Huginn Seyðisfjörður |
| Leiknir Fáskrúðsfjörður | 5 - 6    | þrottur Norðfjörður  |
| Völsungur Húsavík       | 2 - 0    | KS Sarafjörður       |
| ÍB Isafjörður           | 2 - 0    | Stefnir              |
| UMF Skallagrímur        | 0 - 3    | Vikingur Ólafsvík    |
| Leiftur Ólafsfjörður    | 3 - 1    | UMS Skagafjördur     |

## Troisième tour
- Entrée en lice des 8 équipes de 2. Deild

| Équipe 1                  | Résultat | Équipe 2                  |
| ------------------------- | -------- | ------------------------- |
| Breiðablik Kopavogur (D2) | 9 - 0    | Víðir Garður (D2)         |
| þrottur Reykjavik (D2)    | 1 - 2    | Armann Reykjavik (D2)     |
| FH Hafnarfjörður (D2)     | 0 - 2    | Haukar Hafnarfjörður (D2) |
| IR Reykjavik              | 0 - 2    | UMF Selfoss               |
| Vikingur Ólafsvík         | 4 - 2    | ÍB Isafjörður             |
| Huginn Seyðisfjörður      | 0 - 3    | þrottur Norðfjörður       |
| Völsungur Húsavík         | 7 - 1    | Leiftur Ólafsfjörður      |
| Leiknir Reykjavik (D2)    | 0 - 3    | Fylkir Reykjavik (D2)     |

## Huitièmes de finale
- Entrée en lice des 8 équipes de 1. Deild

| Équipe 1                | Résultat | Équipe 2                |
| ----------------------- | -------- | ----------------------- |
| Armann Reykjavik        | 0 - 7    | KR Reykjavik (D1)       |
| ÍBA Akureyri (D1)       | 2 - 3    | Vikingur Reykjavik (D1) |
| Haukar Hafnarfjörður    | 1 - 8    | Valur Reykjavik (D1)    |
| Völsungur Húsavík       | 1 - 0    | þrottur Reykjavik       |
| Vikingur Ólafsvík       | 1 - 3    | ÍA Akranes (D1)         |
| UMF Selfoss             | 0 - 1    | ÍBK Keflavík (D1)       |
| Fram Reykjavik (D1)     | 4 - 0    | Fylkir Reykjavik        |
| ÍBV Vestmannaeyjar (D1) | 3 - 1    | Breiðablik Kopavogur    |

## Quarts de finale
| Équipe 1           | Résultat | Équipe 2               |
| ------------------ | -------- | ---------------------- |
| ÍBV Vestmannaeyjar | 0 - 2    | Völsungur Húsavík (D3) |
| ÍA Akranes         | 2 - 0    | Fram Reykjavik         |
| Vikingur Reykjavik | 3 - 2    | KR Reykjavik           |
| ÍBK Keflavík       | 1 - 3    | Valur Reykjavik        |

## Demi-finales
| Équipe 1               | Résultat | Équipe 2           |
| ---------------------- | -------- | ------------------ |
| Völsungur Húsavík (D3) | 0 - 2    | ÍA Akranes         |
| Valur Reykjavik        | 2 - 2    | Vikingur Reykjavik |
| Vikingur Reykjavik     | 1 - 2    | Valur Reykjavik    |

## Finale
| 11 septembre 1974 | Valur Reykjavik                                                           | 4 - 1 | ÍA Akranes | Laugardalsvöllur, Reykjavik |  |
|                   | Kristinn Björnsson · A. Eðvaldsson · J. Eðvaldsson · Bergsveinn Alfonsson |       | Thordarson |                             |  |
|                   | (Rapport)                                                                 |       |            |                             |  |

- Le Valur Reykjavik remporte sa 2e Coupe d'Islande et se qualifie pour la Coupe des Coupes 1975-1976.